# Llave de paso

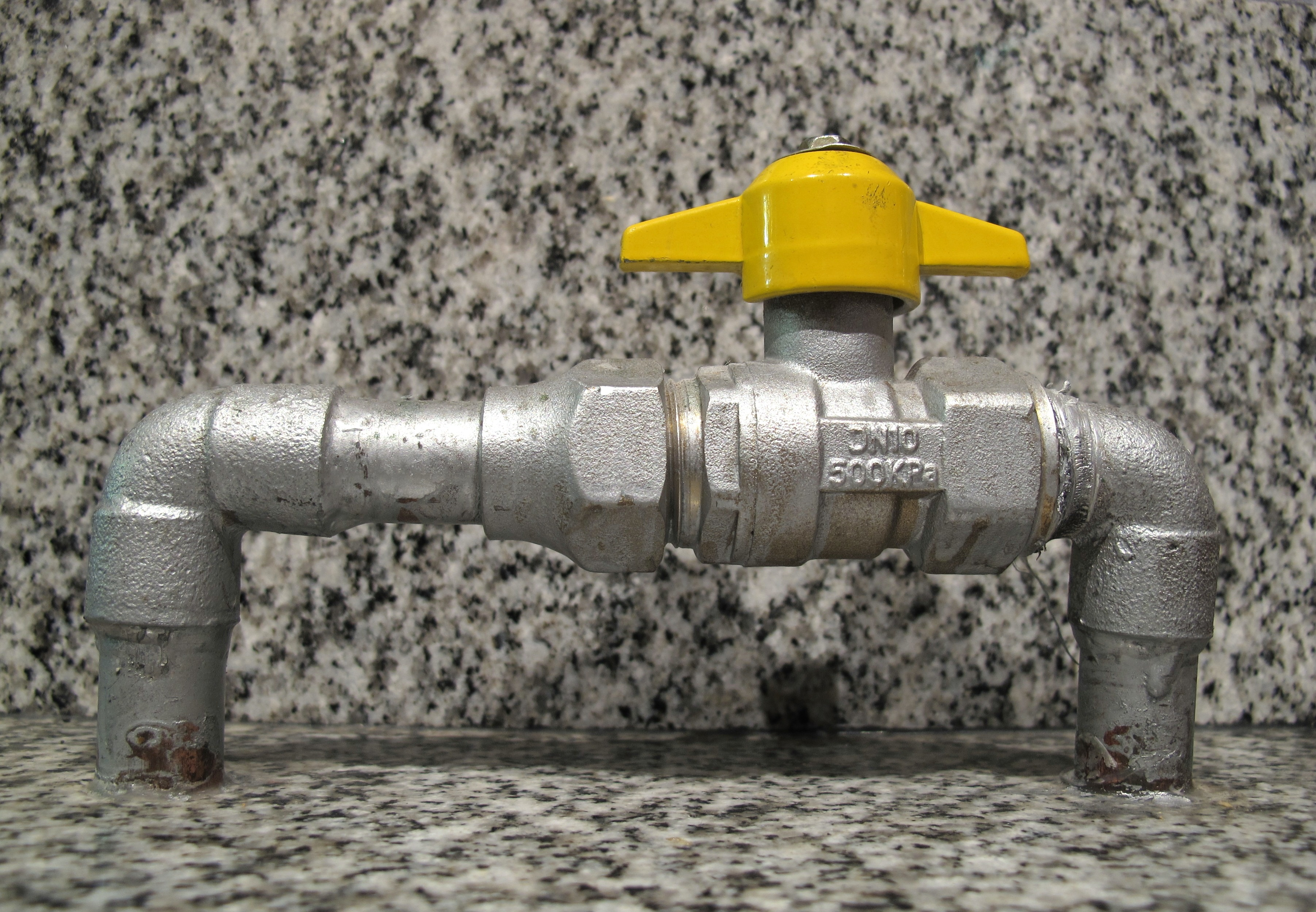
Llave de paso de un suministro de gas natural.

Una llave de paso o llave de corte es un dispositivo, generalmente de metal, alguna aleación o más recientemente de polímeros o de materiales cerámicos, usado para dar paso o cortar el flujo de agua u otro fluido por una tubería o conducción en la que está inserto.
También se suele llamar válvulas a estas llaves, puesto que algunas de ellas, además de servir para cortar el paso, tenían la función de evitar que el agua circule en la dirección contraria a la deseada (reflujo), es decir, que además eran válvulas en la acepción primitiva del término.

## Tipos de llave de paso

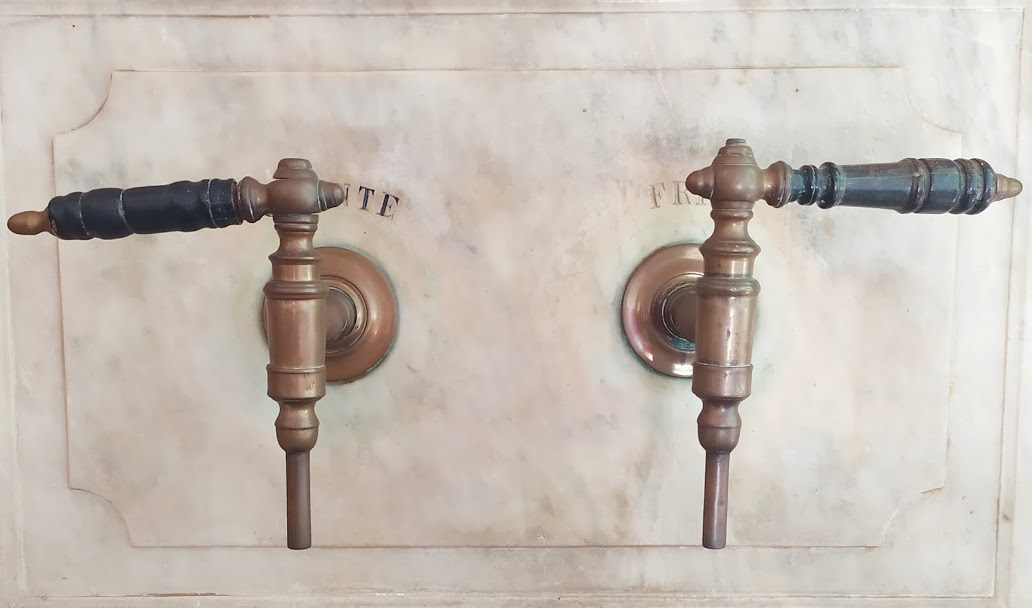
Llave de paso en el Museo de Rui Barbosa, Río de Janeiro.

Las llaves pueden ser:

### Llave de asiento
La llave de asiento es el tipo más antiguo de llave. Tiene un vástago roscado que gira sobre su eje al accionar la llave y asienta un cierre sobre el paso del agua. Este modelo es precisamente el que servía como válvula también, pues el cierre o soleta estaba libre (con una espiga alojada en un hueco del vástago de apriete), y volvía a su asiento cuando el agua tomaba el sentido contrario al debido, funcionando como una válvula de retención de pistón. Por el ruido que producían se dejaron de usar y la soleta se fijó al vástago de apriete.
La importancia de este tipo es que funciona mejor para regular caudales en tuberías donde se requiera este uso (por ejemplo, en circuitos de calefacción, para el equilibrado hidráulico), porque permite un ajuste más afinado, ya que el cierre requiere más de una vuelta de la maneta. Todavía es mejor su variante, la llave de aguja, en la que el asiento de cierre tiene forma de cono en vez de ser plano.

### Llave de macho o de bola
Con un macho troncocónico o una esfera con un orificio que permite el paso del fluido cuando está alineado con el eje de la conducción, con apertura y cierre de cuarto de vuelta. Hay una variante, la llave de escuadra, que se utiliza habitualmente junto a cada punto de agua del hogar, antes del grifo, así en caso de avería de este en algún aparato no es preciso dejar sin agua al resto del cuarto húmedo o de la casa.

### Llave de discos cerámicos
Unos discos cerámicos tienen una serie de orificios que dejan pasar el fluido cuando los de uno y otro coinciden. Normalmente cierran a cuarto de vuelta (un giro de 90°).

### Llave de compuerta
La válvula de compuerta es una válvula que abre mediante el levantamiento de una compuerta o cuchilla (la cual puede ser redonda o rectangular) permitiendo así el paso del fluido.
Lo que distingue a las válvulas de este tipo es el sello, el cual se hace mediante el asiento del disco en dos áreas distribuidas en los contornos de ambas caras del disco. Las caras del disco pueden ser paralelas o en forma de cuña. Las válvulas de compuerta no son empleadas para regulación.

### Llave de mariposa
Un disco gira sobre un eje obturando la sección de paso del conducto cuando el disco está perpendicular al eje de este y dejando paso libre cuando está paralelo. Se usan en grandes diámetros.

### Llaves temporizadas
Son llaves semiautomáticas, que se abren con una pulsación del usuario y cierran al cabo de cierto tiempo tras dejar pasar un caudal determinado. Existen para caudales pequeños (urinarios, grifos de lavabo) y para caudales grandes (inodoros) y en este caso se llaman fluxómetros o fluxores.

### Otras
Hay además llaves que sirven para distribuir el agua entre varias tuberías, llaves multivía (usadas en calefacción, en depuración de piscinas...), llaves que cierran el paso del agua a un depósito cuando llega a un cierto nivel el agua, llaves de nivel (usadas en las cisternas de los inodoros, p.e.).

## Grifos

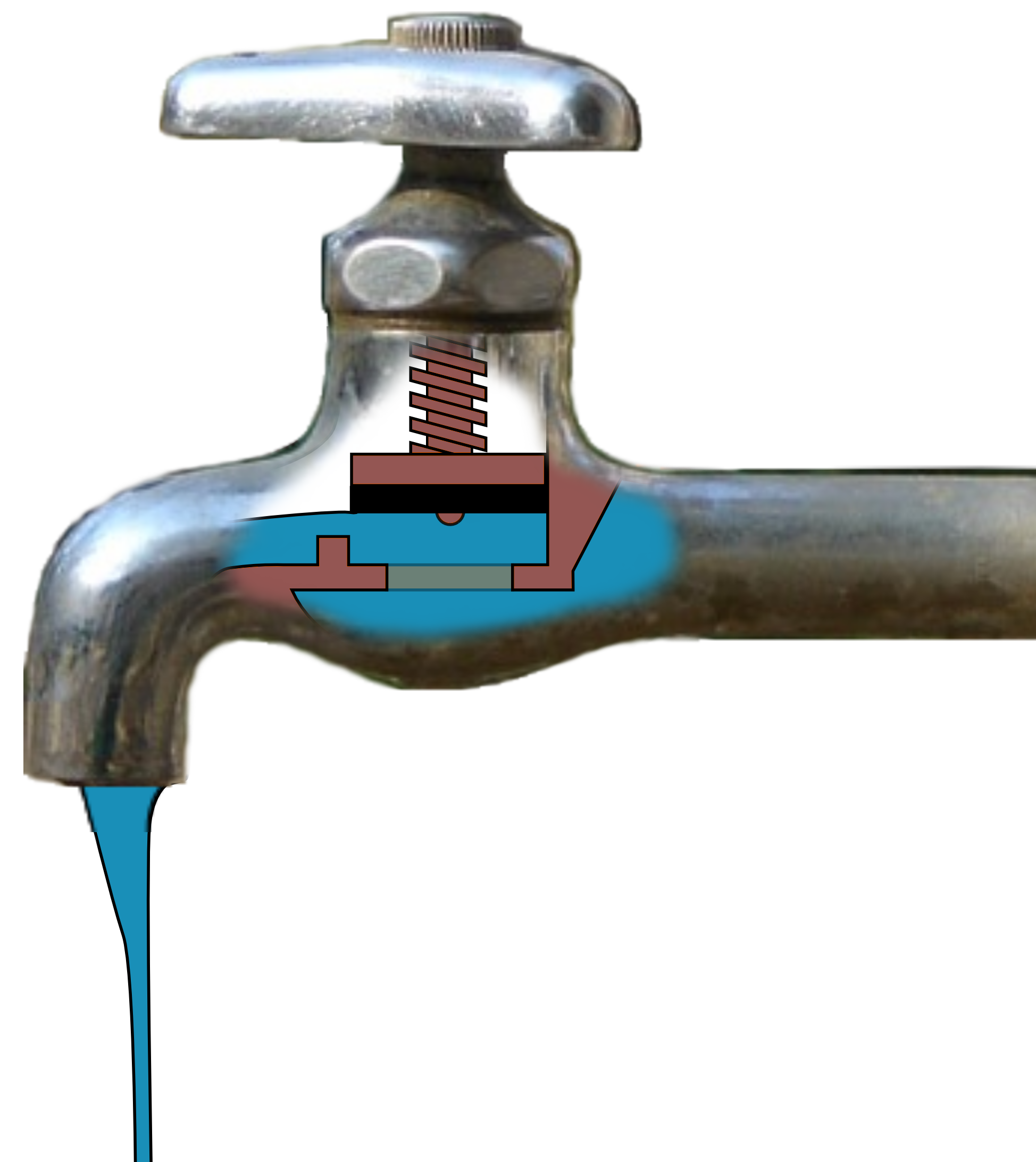
Mecanismo de un grifo o canilla con llave de asiento.

Cuando se trata de un dispositivo que, además de la llave, tiene un caño de salida del agua, forma lo que se llama canilla, caño, grifo o llave.

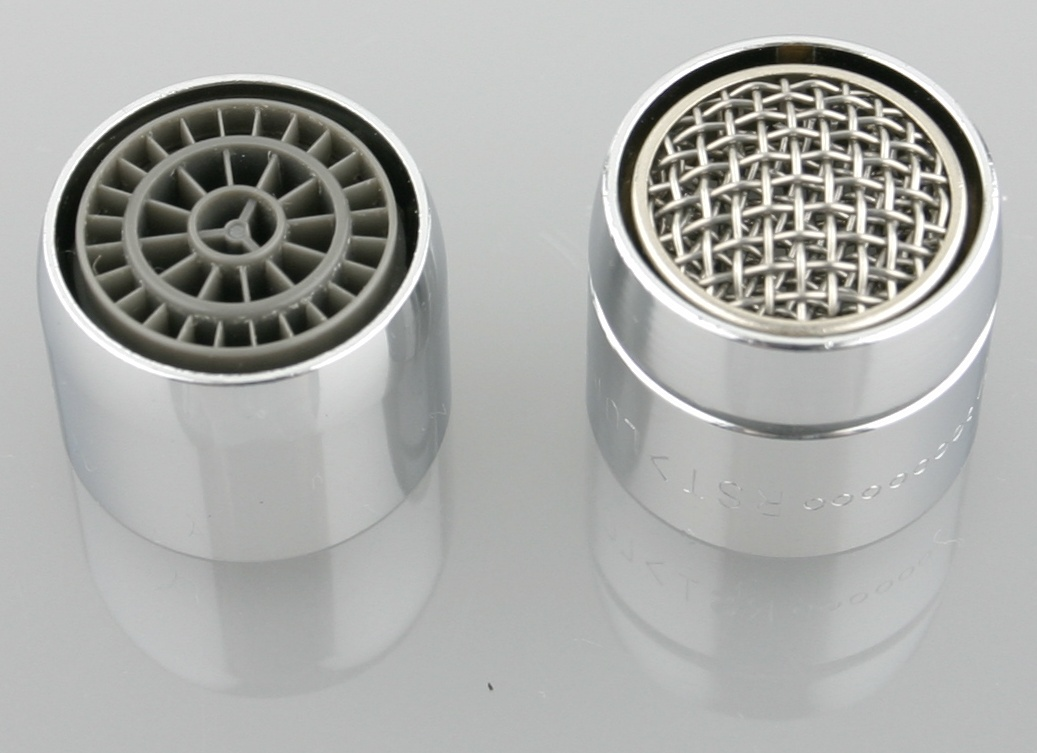
Tipos de laminadores de agua para la salida del chorro de un grifo.

Un ejemplo de este dispositivo para el agua del hogar con la llave de asiento correspondiente, consta de vástago con rosca y al final una arandela de caucho, cuero o de goma, llamado soleta o cuerito, que como se muestra en la imagen, al girar el mando cierra el conducto de llegada y de esta forma interrumpe el paso del agua. Tradicionalmente la pieza de cierre era de cuero, por lo que en ciertos países se conoce como cuerito, y en otros zapata o soleta (diminutivo de suela, de zapato), que también recuerdan este origen, a pesar de que actualmente son de caucho sintético.
Habitualmente en el extremo de salida del caño tienen un dispositivo laminador del agua, mediante una serie de rejillas o piezas, metálicas o de material plástico, que sirven para evitar que el chorro de agua salpique al llegar al fondo del aparato.

También se fabrican grifos con otros tipos de válvula. En lugares con poca demanda (jardines, cocheras) se utilizan grifos con llaves de bola. En griferías de cuartos de baño, se utilizan con llaves de disco cerámico.

### Tipos de grifos

#### Sencillos
Este tipo de grifos se utiliza muy poco en la actualidad, y eran los únicos que existían antes de los monoblocs o monomandos. Se trata de grifos «de una sola agua», es decir, si se quiere tener agua fría y caliente hay que instalar dos grifos diferentes, permitiendo el paso cada uno del agua solo fría o solo caliente y, si se quiere mezclada, debe hacerse en el cubeto del aparato sanitario.
Muchas normativas nacionales prohíben el uso de estos grifos cuando hay agua fría y caliente, puesto que mezclarlas en el cubeto del aparato sanitario en vez de en el chorro, supone un gasto inútil de agua, especialmente de la caliente, para la que se ha consumido energía en su preparación.

#### Mezcladores
Se utilizan dos llaves de paso separadas y, mediante tuberías, generalmente ocultas o incluidas en el bloque de latón de la grifería (grifos monobloc), las salidas se unen en un solo caño, donde se mezclan caliente y fría.
Este tipo de grifos se colocan en lavabos, bidés, bañeras duchas y fregaderos.

#### Monomandos
Los grifos monomando presentan una maneta o palanca que permite controlar el caudal (basculando) y regular la temperatura (girando), administrando a voluntad la proporción entre el agua caliente y el agua fría que suministra el grifo. El sistema de apertura es de palanca, que se desplaza hacia arriba para abrir el agua. A su vez, la temperatura del agua se ajusta moviendo la palanca hacia la izquierda (caliente) o hacia la derecha (fría); si se quiere agua templada se deja en el centro.
Este tipo de grifo es el que más se instala en la actualidad en lavabos, bidés, fregaderos, bañeras y duchas. El sistema de cierre más habitualmente utilizado es el de discos cerámicos (inmunes a la corrosión), aunque también existen algunos modelos con válvulas esféricas o troncocónicas.

#### Termostáticos
Este tipo de grifo es el más cómodo, ya que permite regular el caudal del agua según convenga; otro mando auxiliar permite además seleccionar la temperatura, o abrir solo el agua fría o el agua caliente. Así se ahorra agua y tiempo, ya que se suele tardar bastante en conseguir que la temperatura esté a gusto del usuario.
Se suelen instalar solo en bañeras y duchas.

#### Automáticos

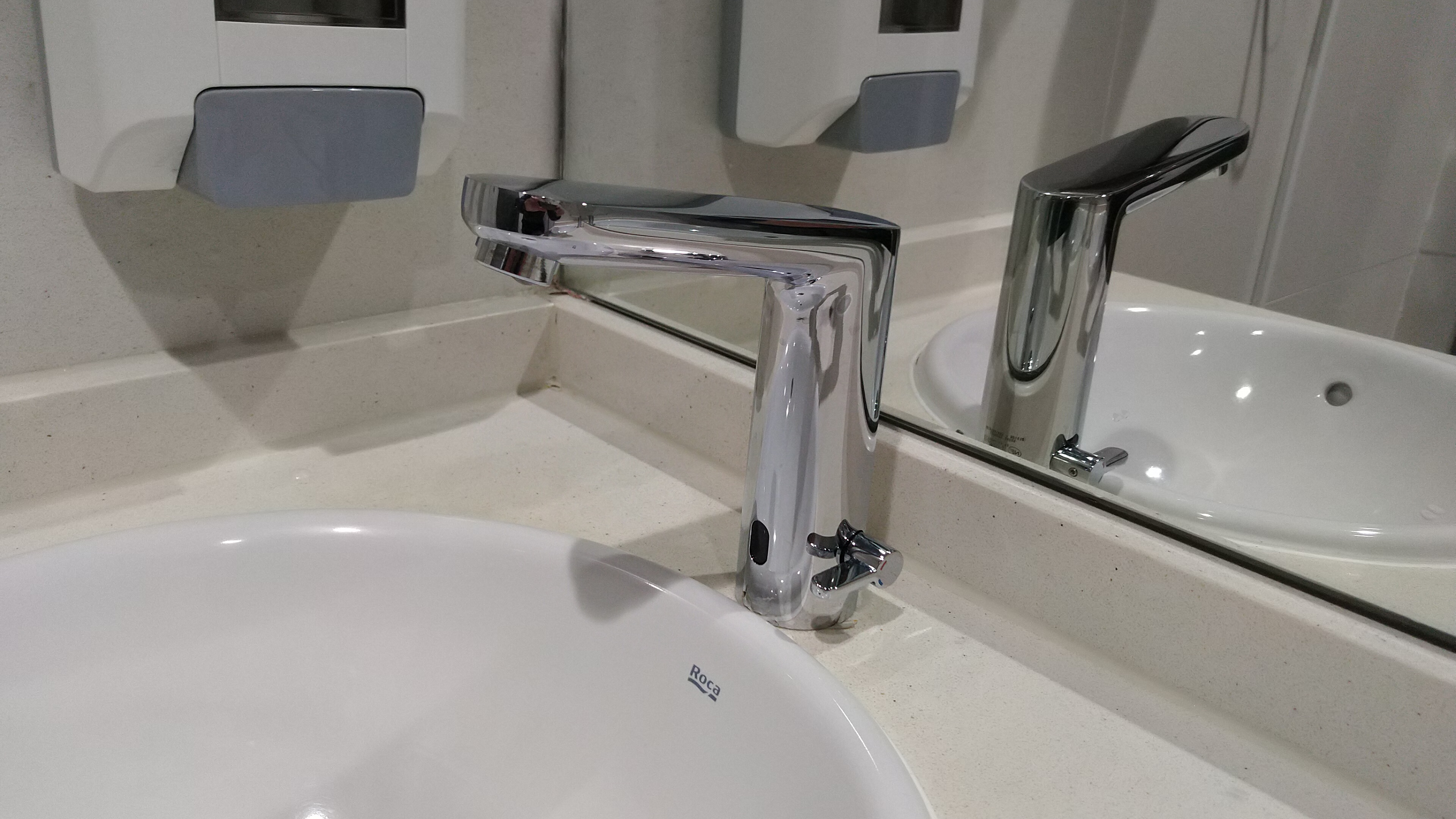
Grifo que se activa automáticamente cuando detecta la presencia de las manos bajo el mismo

Se trata de un tipo de grifos utilizados en los lavabos, caracterizados por no necesitar tocarse para activar la salida del agua, dado que se conectan automáticamente cuando una célula fotoeléctrica detecta la presencia de las manos bajo el grifo. Su único mando consiste en una palanca que permite regular la temperatura del agua. Sus principales ventajas son la economía de agua (el grifo solo está abierto cuando las manos están debajo de él) y la higiene que representa no tener que tocar pulsador alguno. Sin embargo, requieren su conexión a una fuente de alimentación eléctrica, necesaria tanto para el funcionamiento de la célula detectora como para activar el servomecanismo que controla el paso del agua.

## Llaves de gas
Aunque una llave de gas pueda ser una válvula que libera cualquier gas, la palabra se usa más comúnmente para referirse a las llaves que controlan el flujo de abastecimiento de combustibles gaseosos (gas natural, GLP o, históricamente, el gas de hulla, el de síntesis, etc.) en las casas (para fuegos de gas u otras aplicaciones) o en laboratorios (para el mechero Bunsen). Suelen utilizarse llaves de macho, por ejemplo en las turbinas de gas.